# ブコヴィナ
ブコヴィナ（ウクライナ語：Буковина、ルーマニア語：Bucovina、
ドイツ語：Bugowina、Buchenland）は、ウクライナとルーマニアにまたがる歴史的な地域名である。またカルパティア山脈とドニエストル川に挟まれた一帯を指す地理名称。「ブナの森の国」の意味で、北部がウクライナのチェルニウツィー州、南部がルーマニアのスチャヴァ県及びボトシャニ県にあたる。
トランシルバニア、ドナウ・デルタと共に「ヨーロッパ最後の秘境」と呼ばれ、多くの動植物が生息する地域。また、16世紀モルダビア公国時代に建設されたルーマニア正教会の修道院やフレスコ画が現在も世界遺産として残されており、観光地としても有名。

## 歴史
- 紀元前2世紀: ダキア人が入植する。
- 106年: ダキア王・デケバルスがローマ帝国に敗れ、ローマの影響下に置かれる。
- 3世紀: ゴート人に侵略される。
- 4世紀: フン族の侵入を許す。
- 6世紀: アヴァール人の侵略を受ける。またこの頃からスラブ人のこの地域への移住が本格化した。
- 797年: 現在のハンガリーを本拠地に南西ヨーロッパの広大な地域に勢力のあったアヴァール人であったが、カール大帝に敗北を喫す。
- 10世紀から11世紀：キエフ大公国に属す。
- 12世紀から14世紀はハールィチ・ヴォルィーニ大公国の領土となる。
- 14世紀から黒海まで広大な領土を広げたモルダビア公国の一部となる。
- 15世紀: プルト川沿いの北部はポーランド王国とモルダビア公国の係争地となるが、1497年、モルダビア公シュテファン3世はポーランド王ヤン1世を撃破した。
- 1513年：モルダビア公国はオスマン帝国に朝貢を始めるが、自治を許される。
- 17世紀初頭: ポーランド王国がモルダビア北部を占領するが、ポーランドはすぐに以前の国境を承認する。
- 1768年からの露土戦争でオスマン帝国に代わり、ロシア帝国が占領。
- 1775年：ガリツィア・ロドメリア王国領となりハプスブルク君主国領を形成。
- 1849年：ブコディナ公国（ウクライナ語版）として分離。
- 1918年：ルーマニア王国領となる。→南部地方のみ現在に至る。
- 1940年：ルーマニアはソ連の要求を受け入れて北部地方一部を割譲[2]。モルダビア・ソビエト社会主義共和国ではなく、ウクライナ・ソビエト社会主義共和国領となる。
- 1991年：ウクライナ独立に伴い、北部地方がウクライナ領となる。→現在に至る。

## 概要
ブコヴィナの名称が初めて文献に登場したのは1392年のことである。以降、まとまった一つの地域名として用いられるが、政治的に独立した単位を構成することはなかった。モルダビア公国の形成後、初期においては中心的な地域の一つであり、首都ともなったスチャヴァは南ブコヴィナに位置する。この期間には、公国が最も繁栄したシュテファン大公の治世も含まれる。
第一次露土戦争（1768年 - 1774年）の終結後、オスマン帝国に代わってロシアがこの地を占領したが、1775年に撤退する。同年にハプスブルク君主国（マリア・テレジアの時代）が進出して皇帝直轄の一領邦となり、1918年の帝国解体まで存続した。。
その後ヨーゼフ2世の時代に、ドイツ人をはじめとした入植が大規模に行われた。